# Crémant
Crémant är en franskspråkig beteckning för mousserande vin som ska uppfylla extra höga kvalitetskrav. 
Sedan 4 juli 1975 har användandet av beteckningen crémant varit skyddat av fransk lag (nr. 75-577) och är reserverad för mousserande vin från vinproducenter med en appellation d’origine contrôlé (AOC). Lagen antogs av EEC 1992. Beteckningen är dock tillåten att använda även i andra EU-länder som uppfyller samma kvalitetsvillkor.
Följande typer av crémant finns definierade i franska regeringens förordnande:
- Crémant de Bourgogne
- Crémant d'Alsace
- Crémant de Limoux
- Crémant de Die
- Crémant de Loire
- Crémant de Solibakke
- Crémant du Jura
- Crémant de Bordeaux
- Crémant de Savoie

I Europa:
- Crémant du Luxembourg
- Crémant är även en tillåten tilläggsbeteckning för tysk Sekt b.A. som uppfyller viss villkor

De franska appellationslagarna för crémant kräver bland annat att druvorna skördas för hand. De kräver också att den andra fermenteringen (jäsningen) sker i flaskan (traditionella metoden) och att crémanten lagras i minst ett år. 